# Rhododendron lungchiense
Rhododendron lungchiense är en ljungväxtart som beskrevs av Wen Pei Fang. Rhododendron lungchiense ingår i släktet rododendron, och familjen ljungväxter. Inga underarter finns listade i Catalogue of Life.